# Carl Julius Fritzsche
Carl Julius Fritzsche (17 d'octubre de 1808, Neustadt - 8 juny 1871) va ser un farmacèutic i químic alemany, nebot del farmacèutic Friedrich Adolph August Struve (1781-1840).
Després de cinc anys de treball a la farmàcia del seu oncle a Dresden, es va traslladar a Berlín, on va treballar durant dos anys i mig en el laboratori del químic Johann Gottfried August Helming (1770-1830). L'any 1830 es va convertir en ajudant de Eilhard Mitscherlich a Berlín, posteriorment va rebre el seu doctorat amb una tesi sobre el pol·len, “Dissertatio de plantarum polline” (1833). El 1844 es va convertir en professor associat a l'Acadèmia de Sant Petersburg, on l'any 1852 va assolir una càtedra.
En els seus estudis sobre l'antracè, va descobrir que el "parantracè" era una modificació isomèrica de l'antracè quan aquest és exposat a la llum solar. També va obtenir els compostos cristal·lins de l'àcid pícric amb hidrocarburs (benzè, naftalè, etc.). A més, va estudiar la murexida i la va identificar com la sal d'amoni de l'àcid purpúric.
Se li atribueix haver encunyat el terme "anilina" de la paraula sànscrita per a la planta d'anyil. En 1841 obté anilina per destil·lació d'anyil amb potassa càustica. El mineral "fritzscheita" rep en el seu nom en honor seu.